# Акустическая музыка

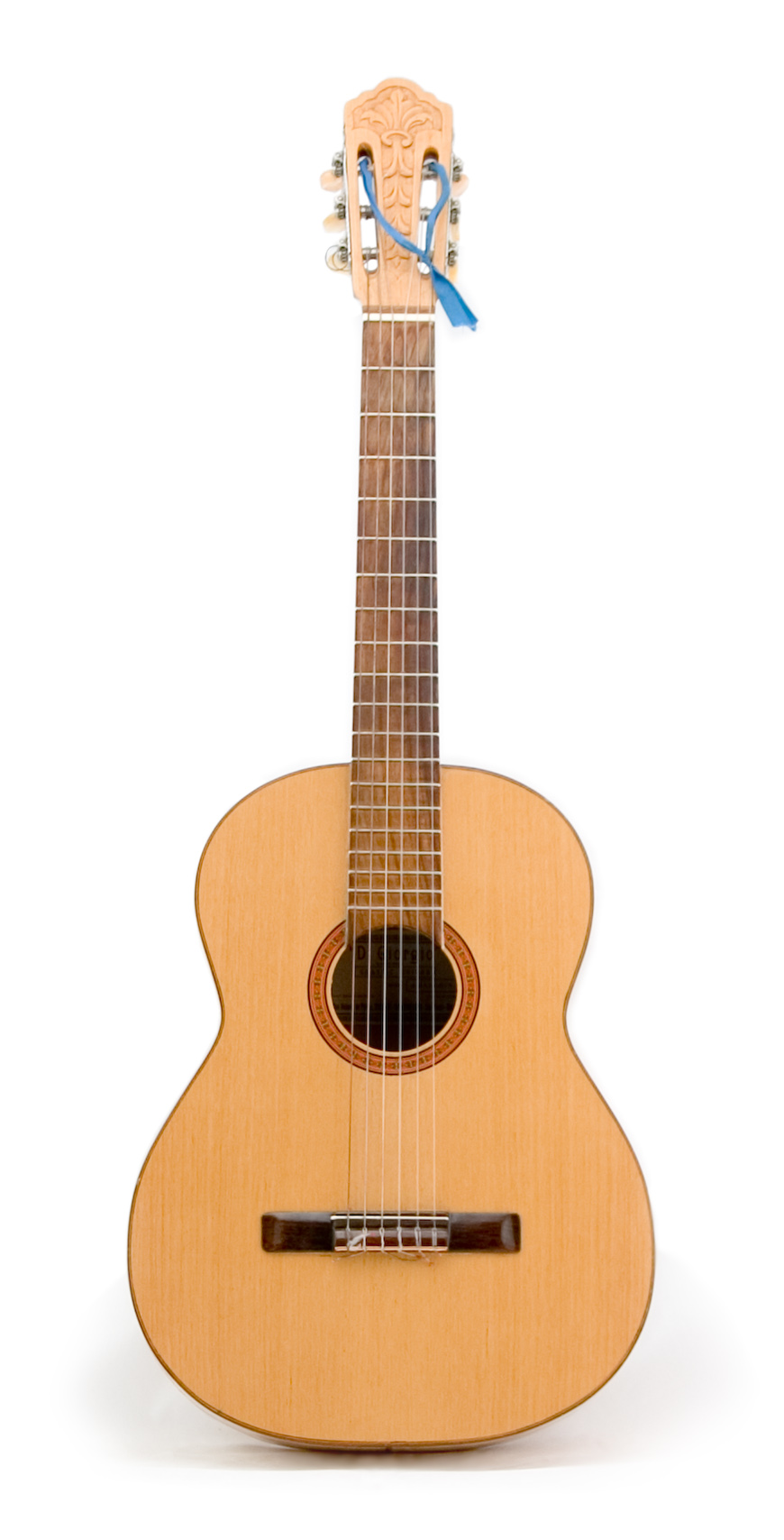
Классическая шестиструнная гитара

Акустическая музыка — это музыка, в которой используются исключительно или по большей части инструменты, воспроизводящие звук с помощью акустических средств, а не электрических или электронных. Хотя когда-то, так или иначе, вся музыка была акустической, ретроним «акустическая музыка» возник после появления электрических инструментов, таких как электрогитара, электроскрипка, электроорган и синтезатор . Акустические струнные инструменты долгое время были частью популярной музыки, особенно фолка. В различные периоды времени акустическая музыка противопоставлялась другими музыкальными стилями, таким как биг-бэнды в до-роковую эпоху и электрической музыке в эпоху рока.
Музыкальный публицист Крейг Конли отмечал: «Когда музыка обозначается как акустическая или не подключенная к усилителю (англ. unplugged), предполагается, что другие типы музыки загромождены технологиями и перепродюсированием и следовательно не такие чистые [по звучанию]».

## Типы акустических инструментов
Акустические инструменты можно разделить на шесть групп: струнные инструменты, духовые инструменты, ударные инструменты, прочие инструменты, ансамблевые инструменты и неклассифицированные инструменты. Струнные инструменты имеют туго натянутые струны, которые, будучи приведенными в движение, создает энергию на (почти) гармонически связанных частотах. Духовые инструменты имеют форму трубы, и энергия подается в трубу в виде воздушного потока. Ударные инструменты издают звук, когда по ним бьют рукой или палкой.

## История
Первоначальным акустическим инструментом был человеческий голос, который издает звук, направляя воздух через голосовые связки. Считается, что первым созданным акустическим инструментом была флейта. Самой старой из сохранившихся флейт насчитывается 43 000 лет. Предполагается, что флейту изобрели в Центральной Европе.
К 1800 году наиболее распространённые акустические щипковые инструменты очень напоминали современную гитару, однако имели меньший корпус. На протяжении столетия происходила трансформация инструмента, так испанский мастер Антонио Торрес Хурадо взял за основу подобный инструмент и расширил его корпус — тем самым создав гитару в нынешнем её представлении. В конце XVIII века популярность гитары в Европе лишь возрастала, благодаря чему было создано множество смежных акустических инструментов, таких как контрабас. Позднее популярность гитары распространилась на города и поселки в Новом Свете — Соединённых Штатах Америки, открыв дорогу для блюза, фолка и кантри. В XIX веке гитара стала признанным инструментом — с ведущими партиями на гала-концертах и эстрадных музыкальных выступлениях.
По мере того как в XX-м веке получали распространение электрические инструменты, многие струнные инструменты были пересмотрены в категорию акустических. Инструменты, которые включают удары или вибрацию струн, такие как скрипка, альт и виолончель, подпадают под категорию акустических. Скрипка стала популярной в XVI и XVII веках благодаря технологическому прогрессу в ее создании, привнесенному такими мастерами, как Антонио Страдивари и Андреа Амати. Современная версия этого инструмента постепенно развивалась из более старых европейских акустических струнных инструментов, таких как лира.
После зарождения рок-музыки в 1960-х некоторые рок-группы начали экспериментировать с акустическими песнями. Это направление получило название акустический рок, и многие известные исполнители, такие как Эрик Клэптон и группа Nirvana, в начале 1990-х начали исполнять переработанные акустические версии своих известных песен, которые транслировались в телепроекте MTV Unplugged и пользовались большой популярностью среди широкой аудитории. Из русских рокеров в этой категории можно отметить Егора Летова («Акустический красный альбом») и группу Король и Шут («Акустический альбом»).